# Premi César 2019

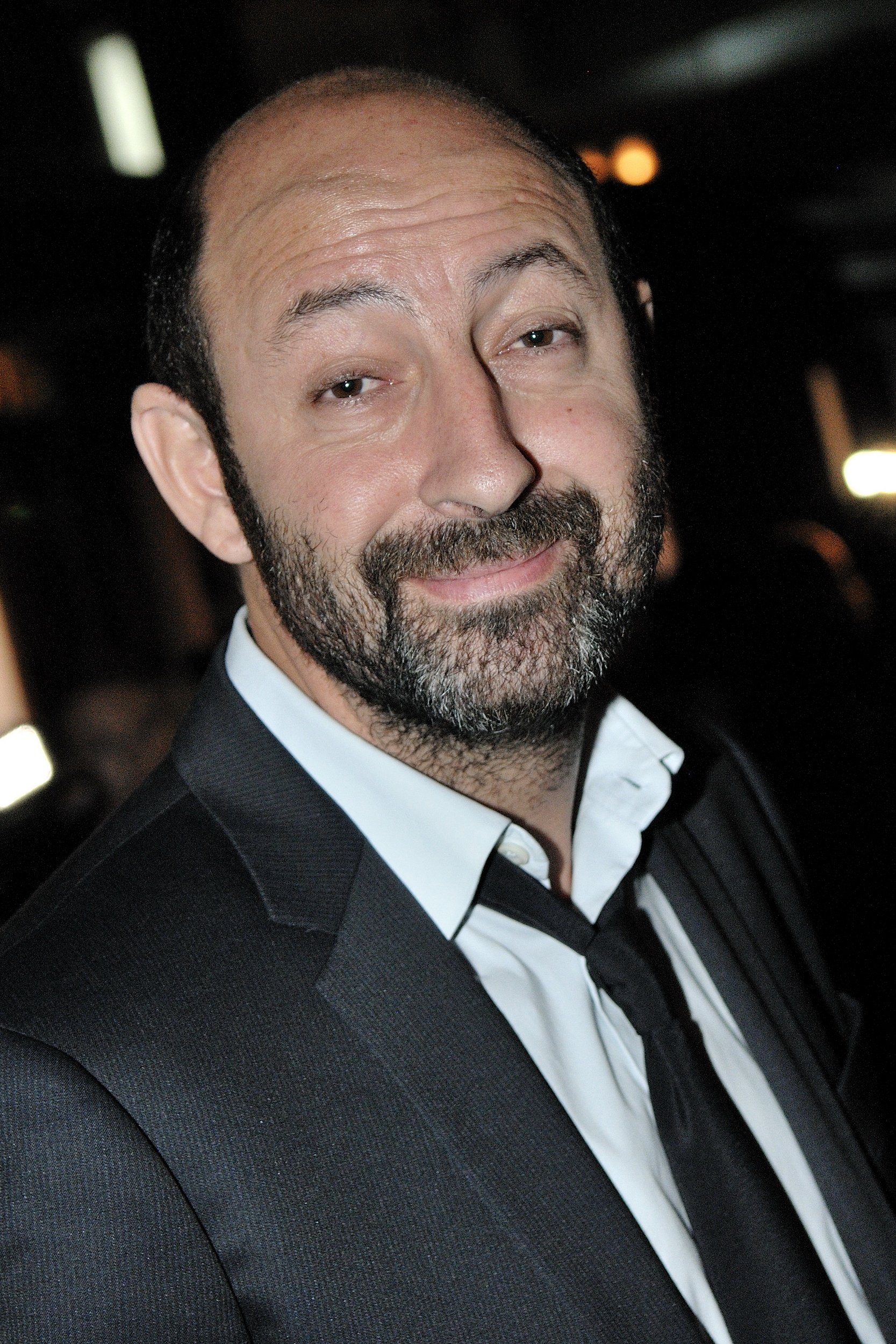
Kad Merad, presentatore della cerimonia

La cerimonia di premiazione della 44ª edizione dei Premi César ha avuto luogo il 22 febbraio 2019 presso il Salle Pleyel di Parigi. È stata presentata da Kad Merad.
Ad ottenere il maggior numero di candidature (dieci) sono state le pellicole L'affido - Una storia di violenza e 7 uomini a mollo.

## Vincitori e candidati

### Miglior film
- L'affido - Una storia di violenza (Jusqu'à la garde), regia di Xavier Legrand
- La douleur, regia di Emmanuel Finkiel
- I fratelli Sisters (The Sisters Brothers), regia di Jacques Audiard
- 7 uomini a mollo (Le Grand Bain), regia di Gilles Lellouche
- In mani sicure - Pupille (Pupille), regia di Jeann Herry
- Pallottole in libertà (En liberté!), regia di Pierre Salvadori
- Guy, regia di Alex Lutz

### Miglior regista
- Jacques Audiard - I fratelli Sisters (The Sisters Brothers)
- Jeanne Herry - In mani sicure - Pupille (Pupille)
- Emmanuel Finkiel - La douleur
- Gilles Lellouche - 7 uomini a mollo (Le Grand Bain)
- Xavier Legrand - L'affido - Una storia di violenza (Jusqu'à la garde)
- Pierre Salvadori - Pallottole in libertà (En liberté!)
- Alex Lutz - Guy

### Miglior attore
- Alex Lutz - Guy
- Romain Duris - Le nostre battaglie (Nos batailles)
- Denis Ménochet - L'affido - Una storia di violenza (Jusqu'à la garde)
- Gilles Lellouche - In mani sicure - Pupille (Pupille)
- Édouard Baer - Lady J (Mademoiselle de Joncquières)
- Vincent Lacoste - Quel giorno d'estate (Amanda)
- Pio Marmaï - Pallottole in libertà (En liberté!)

### Miglior attrice
- Léa Drucker - L'affido - Una storia di violenza (Jusqu'à la garde)
- Virginie Efira - Un amour impossible
- Mélanie Thierry - La douleur
- Élodie Bouchez - In mani sicure - Pupille (Pupille)
- Sandrine Kiberlain - In mani sicure - Pupille (Pupille)
- Cécile de France - Lady J (Mademoiselle de Joncquières)
- Adèle Haenel - Pallottole in libertà (En liberté!)

### Migliore attore non protagonista
- Philippe Katerine - 7 uomini a mollo (Le Grand Bain)
- Jean-Hugues Anglade - 7 uomini a mollo (Le Grand Bain)
- Damien Bonnard - Pallottole in libertà (En liberté!)
- Clovis Cornillac - Les chatouilles
- Denis Podalydès - Plaire, aimer et courir vite

### Migliore attrice non protagonista
- Karin Viard - Les chatouilles
- Isabelle Adjani - Il mondo è tuo (Le monde est à toi)
- Virginie Efira - 7 uomini a mollo (Le Grand Bain)
- Leïla Bekhti - 7 uomini a mollo (Le Grand Bain)
- Audrey Tautou - Pallottole in libertà (En liberté!)

### Migliore promessa maschile
- Dylan Robert - Shéhérazade
- Anthony Bajon - La Prière
- Thomas Gioria - L'affido - Una storia di violenza (Jusqu'à la garde)
- William Lebghil - Il primo anno (Première Année)
- Karim Leklou - Il mondo è tuo (Le monde est à toi)

### Migliore promessa femminile
- Kenza Fortas - Shéhérazade
- Ophélie Bau - Mektoub, My Love - Canto uno
- Galatea Bellugi - L'apparizione (L'apparition)
- Jehnny Beth - Un amour impossible
- Lily-Rose Depp - L'uomo fedele (L'homme fidèle)

### Migliore sceneggiatura originale
- Xavier Legrand - L'affido - Una storia di violenza (Jusqu'à la garde)
- Pierre Salvadori, Benoît Graffin e Benjamin Charbit - Pallottole in libertà (En liberté!)
- Gilles Lellouche, Ahmed Hamidi e Julien Lambroschini - 7 uomini a mollo (Le Grand Bain)
- Alex Lutz, Anaïs Deban e Thibault Segouin - Guy
- Jeanne Herry - In mani sicure - Pupille (Pupille)

### Migliore adattamento
- Andréa Bescond e Éric Métayer - Les chatouilles
- Emmanuel Finkiel - La douleur
- Jacques Audiard e Thomas Bidegain - I fratelli Sisters (The Sisters Brothers)
- Emmanuel Mouret - Lady J (Mademoiselle de Joncquières)
- Catherine Corsini e Laurette Polmanss - Un amour impossible

### Migliore fotografia
- Benoît Debie - I fratelli Sisters (The Sisters Brothers)
- Alexis Kavyrchine - La douleur
- Laurent Tangy - 7 uomini a mollo (Le Grand Bain)
- Nathalie Durand - L'affido - Una storia di violenza (Jusqu'à la garde)
- Laurent Desmet - Lady J (Mademoiselle de Joncquières)

### Miglior montaggio
- Yorgos Lamprinos - L'affido - Una storia di violenza (Jusqu'à la garde)
- Valérie Deseine - Les chatouilles
- Isabelle Devinck - Pallottole in libertà (En liberté!)
- Juliette Welfling - I fratelli Sisters (The Sisters Brothers)
- Simon Jacquet - 7 uomini a mollo (Le Grand Bain)

### Migliore scenografia
- Michel Barthélémy - I fratelli Sisters (The Sisters Brothers)
- Pascal Le Guellec - La douleur
- Emile Ghigo - L'Empereur de Paris
- David Faivre - Lady J (Mademoiselle de Joncquières)
- Thierry François - Un peuple et son roi

### Migliori costumi
- Pierre-Jean Larroque - Lady J (Mademoiselle de Joncquières)
- Anaïs Romand e Sergio Ballo - La douleur
- Pierre-Yves Gayraud - L'Empereur de Paris
- Milena Canonero - I fratelli Sisters (The Sisters Brothers)
- Anaïs Romand - Un peuple et son roi

### Migliore musica
- Vincent Blanchard e Romain Greffe - Guy
- Anton Sanko - Quel giorno d'estate (Amanda)
- Camille Bazbaz - Pallottole in libertà (En liberté!)
- Alexandre Desplat - I fratelli Sisters (The Sisters Brothers)
- Pascal Sangla - In mani sicure - Pupille (Pupille)
- Grégoire Hetzel - Un amour impossible

### Miglior sonoro
- Brigitte Taillandier, Valérie de Loof e Cyril Holtz - I fratelli Sisters (The Sisters Brothers)
- Antoine-Basile Mercier, David Vranken e Aline Gavroy - La douleur
- Cédric Deloche, Gwennolé Le Borgne e Marc Doisne - 7 uomini a mollo (Le Grand Bain)
- Yves-Marie Omnès, Antoine Baudouin e Stéphane Thiébaut - Guy
- Julien Sicart, Julien Roig e Vincent Verdoux - L'affido - Una storia di violenza (Jusqu'à la garde)

### Miglior film straniero
- Un affare di famiglia (Manbiki kazoku), regia di Hirokazu Kore'eda • Giappone
- Tre manifesti a Ebbing, Missouri (Three Billboards Outside Ebbing, Missouri), regia di Martin McDonagh • Stati Uniti d'America, Regno Unito
- Cafarnao - Caos e miracoli (Capharnaüm), regia di Nadine Labaki • Libano
- Cold War (Zimna wojna), regia di Paweł Pawlikowski • Polonia
- Girl, regia di Lukas Dhont • Paesi Bassi, Belgio
- Le nostre battaglie (Nos batailles), regia di Guillaume Senez • Belgio, Francia
- Hannah, regia di Andrea Pallaoro • Italia

### Migliore opera prima
- Shéhérazade, regia di Jean-Bernard Marlin
- L'amour flou - Come separarsi e restare amici (L'amour flou), regia di Romane Bohringer e Philippe Rebbot
- Les chatouilles, regia di Andréa Bescond e Éric Métayer
- L'affido - Una storia di violenza (Jusqu'à la garde), regia di Xavier Legrand
- Sauvage, regia di Camille Vidal-Naquet

### Miglior documentario
- Ni juge, ni soumise, regia di Jean Libon e Yves Hinant
- America, regia di Claus Drexel
- De chaque instant, regia di Nicolas Philibert
- Le grand bal, regia di Laetitia Carton
- Le procès contre Mandela et les autres, regia di Nicolas Champeaux e Gilles Porte

### Miglior film d'animazione
- Dilili a Parigi (Dilili à Paris), regia di Michel Ocelot
- Asterix e il segreto della pozione magica (Astérix: Le Secret de la Potion Magique), regia di Alexandre Astier e Louis Clichy
- Pachamama, regia di Juan Antin

### Miglior cortometraggio
- Les Petites mains, regia di Rémi Allier
- Braguino, regia di Clément Cogitore
- Les Indes galantes, regia di Clément Cogitore
- Kapitalistis, regia di Pablo Muñoz Gomez
- Laissez-moi danser, regia di Valérie Leroy

### Miglior cortometraggio d'animazione
- Vilaine fille, regia di Ayce Kartal
- Au coeur des ombres, regia di Mónica Santos e Alice Guimarães
- La Mort, père et fils, regia di Denis Walgenwitz e Winshluss
- Raymonde ou l'évasion verticale, regia di Sarah Van Den Boom

### Premio César onorario
- Robert Redford

### César del pubblico
- Les Tuche 3, regia di Olivier Baroux